# 말레이시아 축구 국가대표팀
말레이시아 축구 국가대표팀(말레이어: Pasukan bola sepak kebangsaan Malaysia)은 말레이시아를 대표하는 축구 국가대표팀으로 말레이시아 축구 협회에서 관리한다. 이전에는 말라야 축구 국가대표팀으로 불렸으며 1953년 4월 13일 대한민국과의 국제 A매치 데뷔전을 치렀고 현재 홈 구장으로 부킷 잘릴 국립경기장을 사용하고 있다.

## 국제 대회 경력

### FIFA 월드컵
2022년 FIFA 월드컵 아시아 지역 2차 예선에서 4승 4패·G조 3위로 말레이시아 축구 역사상 월드컵 아시아 지역 예선 최고 성적을 거두었고 1994년 FIFA 월드컵 아시아 지역 예선에서는 6경기 16골을 터뜨리면서 월드컵 지역 예선 최다 득점 기록도 갈아치웠다.

### AFC 아시안컵
아시안컵 본선에는 4번 출전했지만 이전 3번의 대회에서 모두 조별리그를 통과하지 못했다. 그나마 1980년 대회에서 1승 2무 1패를 기록하며 역대 아시안컵 본선에서 가장 나은 성적을 거두었고 이 가운데 말레이시아의 아시안컵 본선 사상 첫 승의 희생양이 바로 35년 후 2018년 FIFA 월드컵 아시아 지역 2차 예선 A조 3차전에서 0-10의 대패를 안긴 아랍에미리트였다.

### 아시안 게임
성인대표팀 시절에는 10번 출전하여 이 중 2번의 대회(1962년, 1974년)에서 동메달을 목에 걸었고 특히 첫번째 동메달을 획득했던 1962년 대회에서는 필리핀을 상대로 무려 15-1의 대승을 거두면서 이 경기는 현재까지도 말레이시아가 가장 큰 점수차로 승리한 국제 경기로 기록되어 있다.

### 아세안 챔피언십
1996년 초대 대회 첫 출전 이후 2010년 대회에서 우승컵을 들어올렸고 1996년, 2014년, 2018년 대회에서는 준우승을 차지했으며 나머지 6번의 대회(2000년, 2002년, 2004년, 2007년, 2012년, 2022년)에서는 4강에 이름을 올리는 등 15번의 대회 중 10번의 대회에서 4강 이상의 성적을 기록했다.

### 하계 올림픽
올림픽 축구 본선 출전은 독일 뮌헨에서 열린 1972년 대회가 유일하며 1승 2패로 조별리그에서 탈락했고 그나마 미국과의 A조 조별리그 2차전에서 3-0의 완승을 거둔 것이 말레이시아에게는 유일한 위안거리이지만 이후 올림픽 본선 기록은 현재까지도 전무한 상태이다.

## 기타 국제 대회 경력
자국에서 열린 메르데카 국제축구대회에서는 U-23 대표팀의 전적을 비롯해 10번의 대회에서 우승컵을 들어올리면서 이 대회의 최다 우승 기록을 보유 중이며 이 중 2번의 대회에서는 공동 우승을 차지한 적이 있다.

## FIFA 월드컵
| FIFA 월드컵 기록 | FIFA 월드컵 기록 | FIFA 월드컵 기록 | FIFA 월드컵 기록 | FIFA 월드컵 기록 | FIFA 월드컵 기록 | FIFA 월드컵 기록 | FIFA 월드컵 기록 | FIFA 월드컵 기록 | FIFA 월드컵 기록 | FIFA 월드컵 예선 기록                      | FIFA 월드컵 예선 기록                      | FIFA 월드컵 예선 기록                      | FIFA 월드컵 예선 기록                      | FIFA 월드컵 예선 기록                      | FIFA 월드컵 예선 기록                      | FIFA 월드컵 예선 기록                      |
| 년도             | 결과             | 순위             | 경기             | 승               | 무*              | 패               | 득점             | 실점             | 승점             | 경기                                       | 승                                         | 무*                                        | 패                                         | 득점                                       | 실점                                       | 승점                                       |
| ---------------- | ---------------- | ---------------- | ---------------- | ---------------- | ---------------- | ---------------- | ---------------- | ---------------- | ---------------- | ------------------------------------------ | ------------------------------------------ | ------------------------------------------ | ------------------------------------------ | ------------------------------------------ | ------------------------------------------ | ------------------------------------------ |
| 1930년           | 없음             | 없음             | 없음             | 없음             | 없음             | 없음             | 없음             | 없음             | 없음             | 없음                                       | 없음                                       | 없음                                       | 없음                                       | 없음                                       | 없음                                       | 없음                                       |
| 1934년           | 없음             | 없음             | 없음             | 없음             | 없음             | 없음             | 없음             | 없음             | 없음             | 없음                                       | 없음                                       | 없음                                       | 없음                                       | 없음                                       | 없음                                       | 없음                                       |
| 1938년           | 없음             | 없음             | 없음             | 없음             | 없음             | 없음             | 없음             | 없음             | 없음             | 없음                                       | 없음                                       | 없음                                       | 없음                                       | 없음                                       | 없음                                       | 없음                                       |
| 1950년           | 없음             | 없음             | 없음             | 없음             | 없음             | 없음             | 없음             | 없음             | 없음             | 없음                                       | 없음                                       | 없음                                       | 없음                                       | 없음                                       | 없음                                       | 없음                                       |
| 1954년           | 없음             | 없음             | 없음             | 없음             | 없음             | 없음             | 없음             | 없음             | 없음             | 없음                                       | 없음                                       | 없음                                       | 없음                                       | 없음                                       | 없음                                       | 없음                                       |
| 1958년           | 불참             | 불참             | 불참             | 불참             | 불참             | 불참             | 불참             | 불참             | 불참             | 불참                                       | 불참                                       | 불참                                       | 불참                                       | 불참                                       | 불참                                       | 불참                                       |
| 1962년           | 불참             | 불참             | 불참             | 불참             | 불참             | 불참             | 불참             | 불참             | 불참             | 불참                                       | 불참                                       | 불참                                       | 불참                                       | 불참                                       | 불참                                       | 불참                                       |
| 1966년           | 불참             | 불참             | 불참             | 불참             | 불참             | 불참             | 불참             | 불참             | 불참             | 불참                                       | 불참                                       | 불참                                       | 불참                                       | 불참                                       | 불참                                       | 불참                                       |
| 1970년           | 불참             | 불참             | 불참             | 불참             | 불참             | 불참             | 불참             | 불참             | 불참             | 불참                                       | 불참                                       | 불참                                       | 불참                                       | 불참                                       | 불참                                       | 불참                                       |
| 1974년           | 예선 탈락        | 예선 탈락        | 예선 탈락        | 예선 탈락        | 예선 탈락        | 예선 탈락        | 예선 탈락        | 예선 탈락        | 예선 탈락        | 4                                          | 1                                          | 1                                          | 2                                          | 2                                          | 4                                          | 4                                          |
| 1978년           | 예선 탈락        | 예선 탈락        | 예선 탈락        | 예선 탈락        | 예선 탈락        | 예선 탈락        | 예선 탈락        | 예선 탈락        | 예선 탈락        | 4                                          | 1                                          | 2                                          | 1                                          | 7                                          | 6                                          | 5                                          |
| 1982년           | 예선 탈락        | 예선 탈락        | 예선 탈락        | 예선 탈락        | 예선 탈락        | 예선 탈락        | 예선 탈락        | 예선 탈락        | 예선 탈락        | 3                                          | 0                                          | 1                                          | 2                                          | 3                                          | 8                                          | 1                                          |
| 1986년           | 예선 탈락        | 예선 탈락        | 예선 탈락        | 예선 탈락        | 예선 탈락        | 예선 탈락        | 예선 탈락        | 예선 탈락        | 예선 탈락        | 4                                          | 2                                          | 1                                          | 1                                          | 6                                          | 2                                          | 7                                          |
| 1990년           | 예선 탈락        | 예선 탈락        | 예선 탈락        | 예선 탈락        | 예선 탈락        | 예선 탈락        | 예선 탈락        | 예선 탈락        | 예선 탈락        | 6                                          | 3                                          | 1                                          | 2                                          | 8                                          | 8                                          | 10                                         |
| 1994년           | 예선 탈락        | 예선 탈락        | 예선 탈락        | 예선 탈락        | 예선 탈락        | 예선 탈락        | 예선 탈락        | 예선 탈락        | 예선 탈락        | 6                                          | 2                                          | 2                                          | 2                                          | 16                                         | 7                                          | 8                                          |
| 1998년           | 예선 탈락        | 예선 탈락        | 예선 탈락        | 예선 탈락        | 예선 탈락        | 예선 탈락        | 예선 탈락        | 예선 탈락        | 예선 탈락        | 6                                          | 3                                          | 2                                          | 1                                          | 5                                          | 3                                          | 11                                         |
| 2002년           | 예선 탈락        | 예선 탈락        | 예선 탈락        | 예선 탈락        | 예선 탈락        | 예선 탈락        | 예선 탈락        | 예선 탈락        | 예선 탈락        | 6                                          | 2                                          | 1                                          | 3                                          | 8                                          | 11                                         | 7                                          |
| 2006년           | 예선 탈락        | 예선 탈락        | 예선 탈락        | 예선 탈락        | 예선 탈락        | 예선 탈락        | 예선 탈락        | 예선 탈락        | 예선 탈락        | 6                                          | 0                                          | 0                                          | 6                                          | 2                                          | 18                                         | 0                                          |
| 2010년           | 예선 탈락        | 예선 탈락        | 예선 탈락        | 예선 탈락        | 예선 탈락        | 예선 탈락        | 예선 탈락        | 예선 탈락        | 예선 탈락        | 2                                          | 0                                          | 1                                          | 1                                          | 1                                          | 4                                          | 1                                          |
| 2014년           | 예선 탈락        | 예선 탈락        | 예선 탈락        | 예선 탈락        | 예선 탈락        | 예선 탈락        | 예선 탈락        | 예선 탈락        | 예선 탈락        | 4                                          | 1                                          | 1                                          | 2                                          | 8                                          | 10                                         | 4                                          |
| 2018년           | 예선 탈락        | 예선 탈락        | 예선 탈락        | 예선 탈락        | 예선 탈락        | 예선 탈락        | 예선 탈락        | 예선 탈락        | 예선 탈락        | 8                                          | 1                                          | 1                                          | 6                                          | 3                                          | 30                                         | 4                                          |
| 2022년           | 예선 탈락        | 예선 탈락        | 예선 탈락        | 예선 탈락        | 예선 탈락        | 예선 탈락        | 예선 탈락        | 예선 탈락        | 예선 탈락        | 10                                         | 6                                          | 0                                          | 4                                          | 22                                         | 14                                         | 18                                         |
| 2026년           | 예선 탈락        | 예선 탈락        | 예선 탈락        | 예선 탈락        | 예선 탈락        | 예선 탈락        | 예선 탈락        | 예선 탈락        | 예선 탈락        | 6                                          | 3                                          | 1                                          | 2                                          | 9                                          | 9                                          | 10                                         |
| 2030년           | 미정             | 미정             | 미정             | 미정             | 미정             | 미정             | 미정             | 미정             | 미정             | 미정                                       | 미정                                       | 미정                                       | 미정                                       | 미정                                       | 미정                                       | 미정                                       |
| 2034년           | 미정             | 미정             | 미정             | 미정             | 미정             | 미정             | 미정             | 미정             | 미정             | 미정                                       | 미정                                       | 미정                                       | 미정                                       | 미정                                       | 미정                                       | 미정                                       |
| 합계             |                  |                  |                  |                  |                  |                  |                  |                  |                  | 69                                         | 22                                         | 14                                         | 33                                         | 91                                         | 125                                        | 80                                         |
| 순위             |                  |                  |                  |                  |                  |                  |                  |                  |                  | 월드컵 예선 승점 순위: 108위 (아시아 22위) | 월드컵 예선 승점 순위: 108위 (아시아 22위) | 월드컵 예선 승점 순위: 108위 (아시아 22위) | 월드컵 예선 승점 순위: 108위 (아시아 22위) | 월드컵 예선 승점 순위: 108위 (아시아 22위) | 월드컵 예선 승점 순위: 108위 (아시아 22위) | 월드컵 예선 승점 순위: 108위 (아시아 22위) |

## AFC 아시안컵
| AFC 아시안컵 기록 | AFC 아시안컵 기록             | AFC 아시안컵 기록             | AFC 아시안컵 기록             | AFC 아시안컵 기록             | AFC 아시안컵 기록             | AFC 아시안컵 기록             | AFC 아시안컵 기록             | AFC 아시안컵 기록             | AFC 아시안컵 기록             | AFC 아시안컵 예선 기록 | AFC 아시안컵 예선 기록 | AFC 아시안컵 예선 기록 | AFC 아시안컵 예선 기록 | AFC 아시안컵 예선 기록 | AFC 아시안컵 예선 기록 | AFC 아시안컵 예선 기록 |
| 년도              | 결과                          | 순위                          | 경기                          | 승                            | 무*                           | 패                            | 득점                          | 실점                          | 승점                          | 경기                   | 승                     | 무*                    | 패                     | 득점                   | 실점                   | 승점                   |
| ----------------- | ----------------------------- | ----------------------------- | ----------------------------- | ----------------------------- | ----------------------------- | ----------------------------- | ----------------------------- | ----------------------------- | ----------------------------- | ---------------------- | ---------------------- | ---------------------- | ---------------------- | ---------------------- | ---------------------- | ---------------------- |
| 1956년            | 예선 탈락(말라야 연방)        | 예선 탈락(말라야 연방)        | 예선 탈락(말라야 연방)        | 예선 탈락(말라야 연방)        | 예선 탈락(말라야 연방)        | 예선 탈락(말라야 연방)        | 예선 탈락(말라야 연방)        | 예선 탈락(말라야 연방)        | 예선 탈락(말라야 연방)        | 4                      | 1                      | 1                      | 2                      | 14                     | 12                     | 4                      |
| 1960년            | 예선 탈락(말라야 연방)        | 예선 탈락(말라야 연방)        | 예선 탈락(말라야 연방)        | 예선 탈락(말라야 연방)        | 예선 탈락(말라야 연방)        | 예선 탈락(말라야 연방)        | 예선 탈락(말라야 연방)        | 예선 탈락(말라야 연방)        | 예선 탈락(말라야 연방)        | 2                      | 1                      | 0                      | 1                      | 5                      | 3                      | 3                      |
| 1964년            | 예선 탈락(말라야 연방)        | 예선 탈락(말라야 연방)        | 예선 탈락(말라야 연방)        | 예선 탈락(말라야 연방)        | 예선 탈락(말라야 연방)        | 예선 탈락(말라야 연방)        | 예선 탈락(말라야 연방)        | 예선 탈락(말라야 연방)        | 예선 탈락(말라야 연방)        | 3                      | 1                      | 0                      | 2                      | 9                      | 10                     | 3                      |
| 1968년            | 예선 탈락                     | 예선 탈락                     | 예선 탈락                     | 예선 탈락                     | 예선 탈락                     | 예선 탈락                     | 예선 탈락                     | 예선 탈락                     | 예선 탈락                     | 4                      | 1                      | 1                      | 2                      | 4                      | 5                      | 4                      |
| 1972년            | 예선 탈락                     | 예선 탈락                     | 예선 탈락                     | 예선 탈락                     | 예선 탈락                     | 예선 탈락                     | 예선 탈락                     | 예선 탈락                     | 예선 탈락                     | 5                      | 4                      | 0                      | 1                      | 15                     | 3                      | 12                     |
| 1976년            | 조별리그                      | 5위                           | 2                             | 0                             | 1                             | 1                             | 1                             | 3                             | 1                             | 4                      | 3                      | 1                      | 0                      | 6                      | 1                      | 10                     |
| 1980년            | 조별리그                      | 6위                           | 4                             | 1                             | 2                             | 1                             | 5                             | 5                             | 5                             | 5                      | 2                      | 2                      | 1                      | 8                      | 4                      | 8                      |
| 1984년            | 예선 탈락                     | 예선 탈락                     | 예선 탈락                     | 예선 탈락                     | 예선 탈락                     | 예선 탈락                     | 예선 탈락                     | 예선 탈락                     | 예선 탈락                     | 4                      | 2                      | 1                      | 1                      | 10                     | 3                      | 7                      |
| 1988년            | 예선 탈락                     | 예선 탈락                     | 예선 탈락                     | 예선 탈락                     | 예선 탈락                     | 예선 탈락                     | 예선 탈락                     | 예선 탈락                     | 예선 탈락                     | 4                      | 1                      | 1                      | 2                      | 4                      | 6                      | 4                      |
| 1992년            | 예선 탈락                     | 예선 탈락                     | 예선 탈락                     | 예선 탈락                     | 예선 탈락                     | 예선 탈락                     | 예선 탈락                     | 예선 탈락                     | 예선 탈락                     | 3                      | 0                      | 2                      | 1                      | 2                      | 6                      | 2                      |
| 1996년            | 예선 탈락                     | 예선 탈락                     | 예선 탈락                     | 예선 탈락                     | 예선 탈락                     | 예선 탈락                     | 예선 탈락                     | 예선 탈락                     | 예선 탈락                     | 2                      | 0                      | 0                      | 2                      | 3                      | 12                     | 0                      |
| 2000년            | 예선 탈락                     | 예선 탈락                     | 예선 탈락                     | 예선 탈락                     | 예선 탈락                     | 예선 탈락                     | 예선 탈락                     | 예선 탈락                     | 예선 탈락                     | 2                      | 1                      | 1                      | 0                      | 5                      | 2                      | 4                      |
| 2004년            | 예선 탈락                     | 예선 탈락                     | 예선 탈락                     | 예선 탈락                     | 예선 탈락                     | 예선 탈락                     | 예선 탈락                     | 예선 탈락                     | 예선 탈락                     | 6                      | 2                      | 1                      | 3                      | 12                     | 13                     | 7                      |
| 2007년            | 조별리그                      | 16위                          | 3                             | 0                             | 0                             | 3                             | 1                             | 12                            | 0                             | 자동참가(개최국)       | 자동참가(개최국)       | 자동참가(개최국)       | 자동참가(개최국)       | 자동참가(개최국)       | 자동참가(개최국)       | 자동참가(개최국)       |
| 2011년            | 예선 탈락                     | 예선 탈락                     | 예선 탈락                     | 예선 탈락                     | 예선 탈락                     | 예선 탈락                     | 예선 탈락                     | 예선 탈락                     | 예선 탈락                     | 4                      | 0                      | 0                      | 4                      | 2                      | 12                     | 0                      |
| 2015년            | 예선 탈락                     | 예선 탈락                     | 예선 탈락                     | 예선 탈락                     | 예선 탈락                     | 예선 탈락                     | 예선 탈락                     | 예선 탈락                     | 예선 탈락                     | 6                      | 2                      | 1                      | 3                      | 5                      | 7                      | 7                      |
| 2019년            | 예선 탈락                     | 예선 탈락                     | 예선 탈락                     | 예선 탈락                     | 예선 탈락                     | 예선 탈락                     | 예선 탈락                     | 예선 탈락                     | 예선 탈락                     | 16                     | 3                      | 2                      | 11                     | 14                     | 45                     | 11                     |
| 2023년            | 조별리그                      | 16위                          | 3                             | 0                             | 1                             | 2                             | 3                             | 8                             | 1                             | 13                     | 8                      | 0                      | 5                      | 30                     | 18                     | 24                     |
| 2027년            | 미정                          | 미정                          | 미정                          | 미정                          | 미정                          | 미정                          | 미정                          | 미정                          | 미정                          | 6                      | 3                      | 1                      | 2                      | 9                      | 9                      | 10                     |
| 합계              | 4회 진출(4/18)                | 조별리그(3회)                 | 9                             | 1                             | 3                             | 5                             | 7                             | 20                            | 6                             | 97                     | 38                     | 14                     | 45                     | 170                    | 146                    | 128                    |
| 순위              | AFC 아시안컵 역대 순위 : 22위 | AFC 아시안컵 역대 순위 : 22위 | AFC 아시안컵 역대 순위 : 22위 | AFC 아시안컵 역대 순위 : 22위 | AFC 아시안컵 역대 순위 : 22위 | AFC 아시안컵 역대 순위 : 22위 | AFC 아시안컵 역대 순위 : 22위 | AFC 아시안컵 역대 순위 : 22위 | AFC 아시안컵 역대 순위 : 22위 |                        |                        |                        |                        |                        |                        |                        |

## 하계 올림픽
| 올림픽 축구 기록 | 올림픽 축구 기록   | 올림픽 축구 기록   | 올림픽 축구 기록   | 올림픽 축구 기록   | 올림픽 축구 기록   | 올림픽 축구 기록   | 올림픽 축구 기록   | 올림픽 축구 기록   | 올림픽 축구 기록   |
| 년도             | 결과               | 순위               | 경기               | 승                 | 무*                | 패                 | 득점               | 실점               | 승점               |
| ---------------- | ------------------ | ------------------ | ------------------ | ------------------ | ------------------ | ------------------ | ------------------ | ------------------ | ------------------ |
| 1900년           | 영국령 말라야 연방 | 영국령 말라야 연방 | 영국령 말라야 연방 | 영국령 말라야 연방 | 영국령 말라야 연방 | 영국령 말라야 연방 | 영국령 말라야 연방 | 영국령 말라야 연방 | 영국령 말라야 연방 |
| 1904년           | 영국령 말라야 연방 | 영국령 말라야 연방 | 영국령 말라야 연방 | 영국령 말라야 연방 | 영국령 말라야 연방 | 영국령 말라야 연방 | 영국령 말라야 연방 | 영국령 말라야 연방 | 영국령 말라야 연방 |
| 1908년           | 영국령 말라야 연방 | 영국령 말라야 연방 | 영국령 말라야 연방 | 영국령 말라야 연방 | 영국령 말라야 연방 | 영국령 말라야 연방 | 영국령 말라야 연방 | 영국령 말라야 연방 | 영국령 말라야 연방 |
| 1912년           | 영국령 말라야 연방 | 영국령 말라야 연방 | 영국령 말라야 연방 | 영국령 말라야 연방 | 영국령 말라야 연방 | 영국령 말라야 연방 | 영국령 말라야 연방 | 영국령 말라야 연방 | 영국령 말라야 연방 |
| 1920년           | 영국령 말라야 연방 | 영국령 말라야 연방 | 영국령 말라야 연방 | 영국령 말라야 연방 | 영국령 말라야 연방 | 영국령 말라야 연방 | 영국령 말라야 연방 | 영국령 말라야 연방 | 영국령 말라야 연방 |
| 1924년           | 영국령 말라야 연방 | 영국령 말라야 연방 | 영국령 말라야 연방 | 영국령 말라야 연방 | 영국령 말라야 연방 | 영국령 말라야 연방 | 영국령 말라야 연방 | 영국령 말라야 연방 | 영국령 말라야 연방 |
| 1928년           | 영국령 말라야 연방 | 영국령 말라야 연방 | 영국령 말라야 연방 | 영국령 말라야 연방 | 영국령 말라야 연방 | 영국령 말라야 연방 | 영국령 말라야 연방 | 영국령 말라야 연방 | 영국령 말라야 연방 |
| 1936년           | 영국령 말라야 연방 | 영국령 말라야 연방 | 영국령 말라야 연방 | 영국령 말라야 연방 | 영국령 말라야 연방 | 영국령 말라야 연방 | 영국령 말라야 연방 | 영국령 말라야 연방 | 영국령 말라야 연방 |
| 1948년           | 영국령 말라야 연방 | 영국령 말라야 연방 | 영국령 말라야 연방 | 영국령 말라야 연방 | 영국령 말라야 연방 | 영국령 말라야 연방 | 영국령 말라야 연방 | 영국령 말라야 연방 | 영국령 말라야 연방 |
| 1952년           | 영국령 말라야 연방 | 영국령 말라야 연방 | 영국령 말라야 연방 | 영국령 말라야 연방 | 영국령 말라야 연방 | 영국령 말라야 연방 | 영국령 말라야 연방 | 영국령 말라야 연방 | 영국령 말라야 연방 |
| 1956년           | 영국령 말라야 연방 | 영국령 말라야 연방 | 영국령 말라야 연방 | 영국령 말라야 연방 | 영국령 말라야 연방 | 영국령 말라야 연방 | 영국령 말라야 연방 | 영국령 말라야 연방 | 영국령 말라야 연방 |
| 1960년           | 영국령 말라야 연방 | 영국령 말라야 연방 | 영국령 말라야 연방 | 영국령 말라야 연방 | 영국령 말라야 연방 | 영국령 말라야 연방 | 영국령 말라야 연방 | 영국령 말라야 연방 | 영국령 말라야 연방 |
| 1964년           | 진출 실패          | 진출 실패          | 진출 실패          | 진출 실패          | 진출 실패          | 진출 실패          | 진출 실패          | 진출 실패          | 진출 실패          |
| 1968년           | 기권               | 기권               | 기권               | 기권               | 기권               | 기권               | 기권               | 기권               | 기권               |
| 1972년           | 조별리그           | 10위               | 3                  | 1                  | 0                  | 2                  | 3                  | 9                  | 3                  |
| 1976년           | 진출 실패          | 진출 실패          | 진출 실패          | 진출 실패          | 진출 실패          | 진출 실패          | 진출 실패          | 진출 실패          | 진출 실패          |
| 1980년           | 예선 통과 후 기권  | 예선 통과 후 기권  | 예선 통과 후 기권  | 예선 통과 후 기권  | 예선 통과 후 기권  | 예선 통과 후 기권  | 예선 통과 후 기권  | 예선 통과 후 기권  | 예선 통과 후 기권  |
| 1984년           | 진출 실패          | 진출 실패          | 진출 실패          | 진출 실패          | 진출 실패          | 진출 실패          | 진출 실패          | 진출 실패          | 진출 실패          |
| 1988년           | 진출 실패          | 진출 실패          | 진출 실패          | 진출 실패          | 진출 실패          | 진출 실패          | 진출 실패          | 진출 실패          | 진출 실패          |
| 합계             | 1회 진출(1/14)     | 조별리그(1회)      | 3                  | 1                  | 0                  | 2                  | 3                  | 9                  | 3                  |

## 아시안 게임
| 아시안 게임 기록 | 아시안 게임 기록 | 아시안 게임 기록 | 아시안 게임 기록 | 아시안 게임 기록 | 아시안 게임 기록 | 아시안 게임 기록 | 아시안 게임 기록 | 아시안 게임 기록 | 아시안 게임 기록 |
| 년도             | 결과             | 순위             | 경기             | 승               | 무*              | 패               | 득점             | 실점             | 승점             |
| ---------------- | ---------------- | ---------------- | ---------------- | ---------------- | ---------------- | ---------------- | ---------------- | ---------------- | ---------------- |
| 1951년           | 불참             | 불참             | 불참             | 불참             | 불참             | 불참             | 불참             | 불참             | 불참             |
| 1954년           | 불참             | 불참             | 불참             | 불참             | 불참             | 불참             | 불참             | 불참             | 불참             |
| 1958년           | 조별리그         | 13위             | 2                | 0                | 0                | 2                | 2                | 8                | 0                |
| 1962년           | 동메달           | 3위              | 5                | 3                | 0                | 2                | 23               | 9                | 9                |
| 1966년           | 조별리그         | 10위             | 3                | 0                | 0                | 3                | 1                | 5                | 0                |
| 1970년           | 조별리그         | 10위             | 3                | 0                | 0                | 3                | 0                | 4                | 0                |
| 1974년           | 동메달           | 3위              | 7                | 3                | 2                | 2                | 20               | 13               | 11               |
| 1978년           | 8강              | 7위              | 5                | 2                | 0                | 3                | 4                | 10               | 6                |
| 1982년           | 조별리그         | 14위             | 3                | 0                | 0                | 3                | 1                | 4                | 0                |
| 1986년           | 조별리그         | 15위             | 3                | 0                | 1                | 2                | 2                | 5                | 1                |
| 1990년           | 조별리그         | 12위             | 2                | 0                | 1                | 1                | 0                | 3                | 1                |
| 1994년           | 조별리그         | 12위             | 4                | 1                | 1                | 2                | 6                | 11               | 4                |
| 1998년           | 불참             | 불참             | 불참             | 불참             | 불참             | 불참             | 불참             | 불참             | 불참             |
| 합계             | 14회 출전(14/17) | 3위(2회)         | 50               | 12               | 5                | 33               | 71               | 103              | 41               |

## 동남아시아 축구 선수권 대회
| AFF 스즈키컵 기록 | AFF 스즈키컵 기록 | AFF 스즈키컵 기록 | AFF 스즈키컵 기록 | AFF 스즈키컵 기록 | AFF 스즈키컵 기록 | AFF 스즈키컵 기록 | AFF 스즈키컵 기록 | AFF 스즈키컵 기록 | AFF 스즈키컵 기록 |
| 년도              | 결과              | 순위              | 경기              | 승                | 무*               | 패                | 득점              | 실점              | 승점              |
| ----------------- | ----------------- | ----------------- | ----------------- | ----------------- | ----------------- | ----------------- | ----------------- | ----------------- | ----------------- |
| 1996년            | 준우승            | 2위               | 6                 | 3                 | 2                 | 1                 | 18                | 4                 | 11                |
| 1998년            | 조별리그          | 6위               | 3                 | 0                 | 1                 | 2                 | 0                 | 3                 | 1                 |
| 2000년            | 준결승            | 3위               | 6                 | 4                 | 1                 | 1                 | 12                | 4                 | 13                |
| 2002년            | 준결승            | 4위               | 5                 | 2                 | 1                 | 2                 | 9                 | 5                 | 7                 |
| 2004년            | 준결승            | 3위               | 7                 | 5                 | 0                 | 2                 | 16                | 9                 | 15                |
| 2007년            | 준결승            | 4위               | 5                 | 1                 | 3                 | 1                 | 6                 | 3                 | 6                 |
| 2008년            | 예선탈락          | 5위               | 3                 | 1                 | 0                 | 2                 | 5                 | 6                 | 3                 |
| 2010년            | 우승              | 1위               | 7                 | 3                 | 2                 | 2                 | 12                | 8                 | 11                |
| 2012년            | 준결승            | 4위               | 5                 | 2                 | 1                 | 2                 | 7                 | 7                 | 7                 |
| 2014년            | 준우승            | 2위               | 7                 | 3                 | 1                 | 3                 | 13                | 12                | 10                |
| 2016년            | 조별리그          | 5위               | 3                 | 1                 | 0                 | 2                 | 3                 | 4                 | 1                 |
| 아세안 2018년     | 준우승            | 2위               | 8                 | 3                 | 3                 | 2                 | 11                | 8                 | 12                |
| 합계              | 12회 출전(12/12)  | 우승(1회)         | 65                | 28                | 15                | 22                | 112               | 73                | 99                |

## 주요 선수
- 사파위 라싯
- 라비어 코르뱅옹
- 매슈 데이비스
- 디온 쿨스
- 파울루 조수에
- 스튜어트 윌킨
- 파이살 할림
- 아리프 아이만
- 사이한 하즈미
- 엔드릭
- 시아메르 쿠티 아바
- 샤미 사파리
- 도미닉 탄
- 샤룰 사드
- 주니오르 엘즈톨
- 브렌던 간
- 샤리크 아흐마드
- 대런 록
- 모하마두 수마레흐
- 아크야르 라싯

## 역대 감독
| 감독              | 임기        |
| ----------------- | ----------- |
| 데트마어 크라머   | 1984 ~ 1985 |
| 비치케이 베르털런 | 2004 ~ 2005 |
| 넬루 빙가다       | 2017        |
| 김판곤            | 2022 ~ 2024 |

## 같이 보기
- 말레이시아 U-23 축구 국가대표팀
- 말레이시아 여자 축구 국가대표팀